# Vlagyimir Ivanovics Vernadszkij
Vlagyimir Ivanovics Vernadszkij, oroszul: Влади́мир Ива́нович Верна́дский), ukrán nevén Volodimir Ivanovics Vernadszkij / Володи́мир Іва́нович Верна́дський (Szentpétervár, Orosz Birodalom, 1863. március 12. - Moszkva, Szovjetunió, 1945. január 6.) orosz, ukrán és szovjet tudós, aki a geokémia, ásványtan, biogeokémia és kristálytan területén volt aktív, 1918-ban alapította az Ukrán Tudományos Akadémiát, 1926-tól a Csehszlovák- és Jugoszláv Tudományos Akadémia tagja, 1928-tól a Szovjet Tudományos Akadémia elnöke. Ő szerepel az ukrán 1000 hrivnyás bankjegyen.

## Élete[4]
1889-től 1918-ig szinte minden nyarát Poltava környékén töltötte, 1890-ben megvizsgálta a Kremencsukhoz közeli földeket egy földtudományi expedíció keretében. 1912-ben tagja lett az Orosz (később szovjet) Tudományos Akadémiának. Az 1917-es forradalom után visszatért Moszkvába, ahol a Orosz Mezőgazdasági Minisztérium ásványtani és geológiai elnöke lett, és ez év augusztusában megválasztották az orosz oktatási miniszter helyettesének. 1918-ban visszament Ukrajnába, ahol megalapította és tagja lett az Ukrán Tudományos Akadémiának. 1919-ben, rostovi útja után nem tudott hazatérni Ukrajnába, így a Krím-félszigeten kötött ki, ahol a szimferopoli Tavriia Egyetem professzora és rektora volt. 1926-ban tagja lett a Csehszlovák, valamint a Jugoszláv Tudományos Akadémiának, majd 1928-ban a Franciának is. Ugyanebben az évben választották meg a Szovjet Tudományos Akadémia elnökévé.
- Ukrán ezerhrivnyás bankjegy, Vernadszkij arcképével
- Vernadszkij egy 1963-as szovjet bélyegen